# جایزه جان هامفری
جایزه آزادی جان همفری سالانه توسط گروه حقوق بشر کانادایی حقوق و دموکراسی به یک سازمان یا فردی از هر کشور جهان برای دستیابی استثنایی در پیشبرد حقوق بشر و توسعه دموکراتیک آن اهدا می‌شود. این جایزه در سال ۱۹۹۲ تأسیس شد.
این جایزه شامل کمک هزینه ۲۵۰۰۰ دلار کانادا و همچنین یک تور سخنرانی در شهرهای کانادا برای کمک به افزایش آگاهی در مورد کار حقوق بشر گیرنده جایزه می‌باشد.
این نام به افتخار جان پیترز هامفری، استاد حقوق بشر کانادایی که اولین پیش نویس اعلامیه جهانی حقوق بشر را تهیه کرد، نامگذاری شد.

## برندگان
- ۲۰۱۱، آلیس میچالویچ، بلاروس
- ۲۰۱۰، سازمان (PROVEA)، ونزوئلا
- ۲۰۰۹، سازمان (La'Onf)، شبکه عدم خشونت عراق، عراق
- ۲۰۰۸، وکلای حقوق بشر زیمبابوه، زیمبابوه
- ۲۰۰۷، اکبر گنجی، ایران
- ۲۰۰۶، ساسا اینوی، برمه
- ۲۰۰۵، یان کریستین وارینوسی، پاپوآ گینه غربی، اندونزی
- ۲۰۰۴، گودلیو موکاساراسی، رواندا
- ۲۰۰۳، کیمی پرنیا دومیکو، کلمبیا و آنگلیکا مندوزا د آسکارزا، پرو
- ۲۰۰۲، عایشه امام، نیجریه
- ۲۰۰۱، سیما سمر، افغانستان
- ۲۰۰۰، کشیش تیموتی نجویا، کنیا
- ۱۹۹۹، سینتیا ماونگ و مین کو نایینگ، برمه
- ۱۹۹۸، پالدن گیاتسو، تبت
- ۱۹۹۷، پدر خاویر ژیرالدو، کلمبیا
- ۱۹۹۶، سلطانه کمال، بنگلادش
- ۱۹۹۵، اسقف کارلوس فیلیپه زیمنس بلو، تیمور شرقی

. * ۱۹۹۴، کمپین برای دموکراسی نیجریه و سازمان حقوق بشر مصر، مصر
- ۱۹۹۳، سازمان La Plate-forme des) organismes haïtiens de défense des droits humains)، هائیتی
- ۱۹۹۲، مؤسس دفاع حقوق، پرو